# 麥可·麥斯
麥可·葛魯·麥斯（英語：Michael Groo Massee，1952年9月1日—2016年10月20日）是一位美國演員。在長達三十年的職業生涯中，他經常扮演反派角色。出演電影角色包括《龍族戰神》（1994年）中的Funboy、《幽冥時代》（1995年）的牛頓、《妖夜慌踪》（1997年）的安迪和《蜘蛛人：驚奇再起》（2011年）中的紳士及其2014年的續集。 

## 生涯
1993年，麥可·麥斯在李國豪主演的電影《龍族戰神》中扮演了Funboy這個角色。在電影拍攝途中，因為道具槍準備不當，麥可·麥斯與李國豪演對手戲時發生意外造成李國豪身亡。 受到事件的創傷，他回到紐約並且停止一年的演藝生涯，也從未看過這部電影。 2005年，麥可·麥斯接受采訪時透露他仍然為此做噩夢，「我認為永遠不會忘記那件事」。

## 外部連結
- 麥可·麥斯在互联网电影资料库（IMDb）上的資料（英文）